# Казале Чивиле (Потенца)
Казале Чивиле (итал. Casale Civile) је насеље у Италији у округу Потенца, региону Базиликата.
Према процени из 2011. у насељу је живело 19 становника. Насеље се налази на надморској висини од 755 м.